# Assiminea infirma
Assiminea infirma é uma espécie de gastrópode  da família Assimineidae.
É endémica dos Estados Unidos da América.